# Az őrületbe kergetsz!
"Az őrületbe kergetsz!" (You Could Drive a Person Crazy) a Született feleségek (Desperate Housewives) című amerikai filmsorozat huszonötödik epizódja. Az Amerikai Egyesült Államokban először az ABC (American Broadcasting Company) adó sugározta 2005. október 2-án.

## Az epizód cselekménye
Zöldellő gyepek, lakályos otthonok, boldog családok. Ezek a kertváros ismertetőjegyei! De, ha a kedélyes élet máza mögé nézünk, azt látjuk, hogy dúl a harc: a harc az irányításért. Susan egy szokványosnak induló nap reggelén - a mindenki által gyűlölt újságkihordó fiú „jóvoltából” – egy felháborító dologról szerez tudomást. Karl, a volt férje Edie Britt-tel jár - és hónapok óta. Ráadásul Julie erről mindvégig tudott, csak éppen az anyjának nem tett róla említést. Bree-t a temetés óta boldogítja Phyllis, Rex mamája és lassan az őrületbe kergeti az állandó drámázásával, melyet Bree összes ismerősének előad - a tisztító tulajdonosától, a villanyszerelőig. Lynette munkába állása óta a háztartás vezetése Tom feladata lett, ám úgy tűnik, hogy a tisztes családapának kissé különös elképzelései vannak a tisztaságról és a rendről. Carlos eközben a börtönben csücsül, s miután tudomást szerzett Gabrielle állandó félrelépéséről, az édes bosszú nem maradhat el. Susan - bár majd megszakad a szíve - úgy dönt, hogy nem akar igazi kapcsolatot Mike-kal, miután megtudta Zack-ről az igazságot. A Lila Akác köz új lakóiról, Applewhite-ékról félig lehull a lepel: valakit láncra verve tartanak a pincéjükben.

## Mellékszereplők
- Terry Bozeman - Dr. Lee Craig
- Brian George - Mr. Pashmutti
- Alexandra Lydon - Rita Rivara
- Daniel Roebuck - Joe Flannery
- Shirley Knight - Phyllis Van De Kamp
- Pat Crawford Brown - Ida Greenberg
- Ridge Canipe - Danny Farrell
- Loren Lester - Dr. Baker

## Mary Alice epizódzáró monológja
- A narrátor, Mary Alice monológja az epizód végén így hangzik (a magyar változat alapján):

„Irányítás. Észveszejtő, hogy az emberek miféle praktikákhoz folyamodnak, hogy magukhoz ragadhassák. Egyesek megtévesztésre alapoznak. Míg mások furfangos cseleket eszelnek ki. Aztán vannak, akik zsarolást alkalmaznak.
Miért küzdünk így, körmünkszakadtáig az irányításért? Mert tudjuk, hogy ha elveszítjük, azzal mások kezébe adjuk sorsunkat. És mi lehet ennél veszélyesebb?”

## Epizódcímek szerte a világban
- Angol: You Could Drive a Person Crazy (Az őrületbe tudsz kergetni valakit)
- Francia: La bataille pour le pouvoir (A harc az erőért)
- Lengyel: Kątrola jest wszystkim (Az irányítás minden)
- Német: Kontrolle ist alles (Az irányítás minden)